# Xã Shiloh, Quận Neosho, Kansas
Xã Shiloh (tiếng Anh: Shiloh Township) là một xã thuộc quận Neosho, tiểu bang Kansas, Hoa Kỳ. Năm 2010, dân số của xã này là 447 người.